# Sticta brevipes
Sticta brevipes är en lavart som först beskrevs av Johannes Müller Argoviensis, och fick sitt nu gällande namn av Alexander Zahlbruckner. Sticta brevipes ingår i släktet Sticta och familjen Lobariaceae.   Inga underarter finns listade i Catalogue of Life.